# El hotel eléctrico
El hotel eléctrico (deutsch Das elektrische Hotel) ist eine spanische Komödie aus dem Jahr 1908. Regie führte Segundo de Chomón, der auch die männliche Hauptrolle übernahm.

## Handlung
Bertrand und Laure checken in einem sehr modernen Hotel ein und wollen sich von den technischen Möglichkeiten desselben überzeugen. Nach dem Drücken einiger Knöpfe bringt sich das Gepäck wie von Geisterhand ins Hotelzimmer und packt sich von selbst aus. Als die beiden Hotelgäste sich fürs Bett richten, lassen sie sich von den elektrischen Geräten verwöhnen und die Haare kämmen. Außerdem schreibt Bertrand seinen Eltern einen automatischen Brief, um diesen mitzuteilen, wie bequem und einfach dieses Hotel doch ist. Er bekommt noch eine Rasur von Geisterhand, bevor er sich ins Bett legt.
Währenddessen betätigt der Hausdiener des Hotels im betrunkenen Zustand einige Hebel und löst damit ein Chaos aus, in dem sich alle technischen Möbel außer Kontrolle bewegen. 

## Hintergrundinformationen
Der Film gehört zu den ersten Filmen, die sich intensiv mit der Stop-Motion-Technik beschäftigen. Allerdings ist es nicht der erste Film, der sich mit dieser Technik beschäftigt. Bereits 1906 drehte Segundo de Chomón den Puppentrick-Film Le théâtre de Bob. Außerdem beschäftigten sich auch Regisseure wie Georges Méliès mit Filmen wie Une nuit terrible mit der Technik der Stop-Motion. Der Film ist allerdings der erste, der mit der Technik der Pixilation umgesetzt wurde.

## Begriff
Ende des 19. sowie Anfang des 20. Jahrhunderts war der Begriff „elektrisches Hotel“ tatsächlich gebräuchlich; er bezeichnete ein Hotel, in dem „alle möglichen häuslichen Vorrichtungen der Elektricität überantwortet sein sollten“. Einen Schritt weiter ging der Elektroingenieur Georgia Knap, der 1911 in Paris ein elektro-mechanisches Hotel erfand, „in dem alle persönliche Bedienung durch die Elektrizität unnötig wird und das Ganze in seinem äußeren Rahmen wie ein Palast aus ‚Tausend und Eine Nacht‘ anmutet. [… Man] läßt sich auf elektrischem Wege sein Frühstück, seine Post auf das Zimmer kommen; auf elektrischem Wege wird das Bad bereitet; im Speisesaal ist kein Oberkellner, kein Maître d’Hotel zu finden, dafür werden die Tische durch genial erfundene elektro-mechanische Vorrichtungen auf das prompteste bedient.“